# Initial (entreprise)
Initial, anciennement Initial BTB, est une entreprise française de services aux entreprises spécialisée dans la location et l'entretien de produits textiles: tenues de travail, linge de table pour les bars et les restaurants, linge de maison pour les hôtels, tapis de sol, hygiène des sanitaires
Initial est une filiale du groupe Rentokil Initial, le leader mondial des services aux entreprises, présent dans plus de 75 pays.
Environ 50 000 collaborateurs travaillent chez Initial dans le monde dont plus de 2 000 en France.

## Historique d'Initial
L’histoire d’Initial démarre en Angleterre en 1903 lorsqu'un Américain, A.P. Bigelow, ouvre un service de location de serviettes de toilette pour les entreprises de Londres. Les initiales de chaque client étaient brodées sur leurs serviettes. C'est ainsi que naît  la société « Initial Towel Supply Company ».
Au fil des ans, l'entreprise se développe et s’étend à l’international. Elle est acquise par le groupe Rentokil en 1996 et renommée Rentokil Initial.

## Historique d'initial France
- 1923: Maurice Decroix crée une blanchisserie industrielle spécialisé dans le lavage des torchons essuie-mains à Boulogne-Billancourt. Ses principaux clients sont les compagnies du métropolitain parisien et celles de chemins de fer. L'établissement prendra le nom de Blanchisserie et Teinturerie de Boulogne qui donnera par la suite BTB.
- 1964 : ouverture d'un deuxième établissement dans l'Eure à Gravigny
- 1981 : le loueur de linge "Initial Services ltd" entre dans le capital de l'entreprise familiale à hauteur de 35 %
- 1987 : constitution de la holding Decroix
- 1995 : la holding Decroix est achetée par la Compagnie générale des eaux qui fusionne son réseau, Ecolinge, avec les établissements BTB.
- 1997 : Rentokil Initial reprend les parts de la CGE, le réseau devient Initial-BTB
- 2008 : Initial BTB devient Initial

## Les différents métiers d'Initial
- Les vêtements professionnels
- Les E.P.I (équipements de protection individuelle)
- Le linge professionnel (établissement de santé, restaurants, hôtels, entreprise)
- L'hygiène des sanitaires
- Les fontaines à eau
- Les tapis anti-salissures
- Les gants de travail (location, entretien)